# Sciara del Fuoco

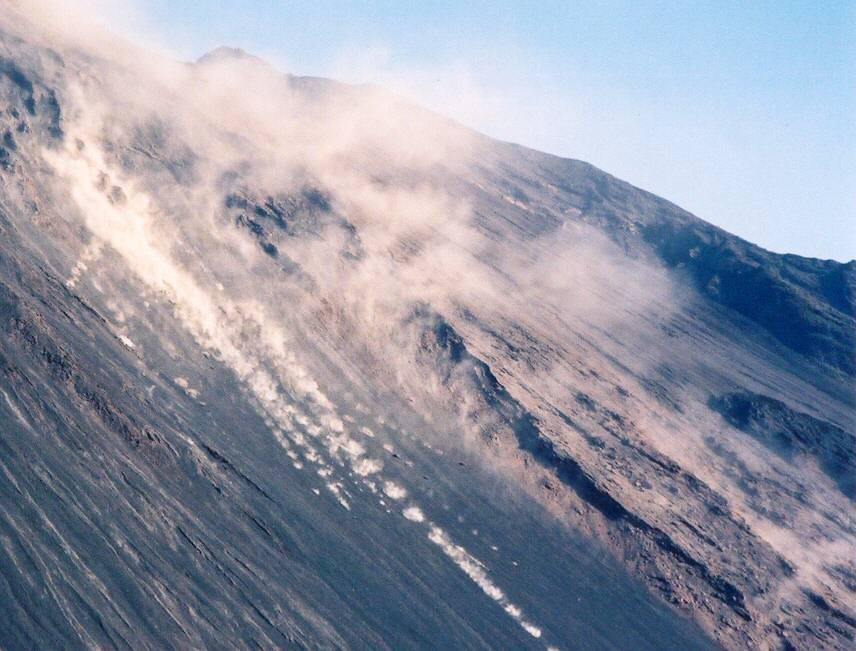
Una foto della Sciara del Fuoco

La Sciara del Fuoco è un ghiaione o depressione situata sull'isola di Stromboli in Italia. Corre lungo il fianco settentrionale dell'isola ed è delimitato da due creste. È una delle principali attrazioni turistiche dell'isola.

## Formazione

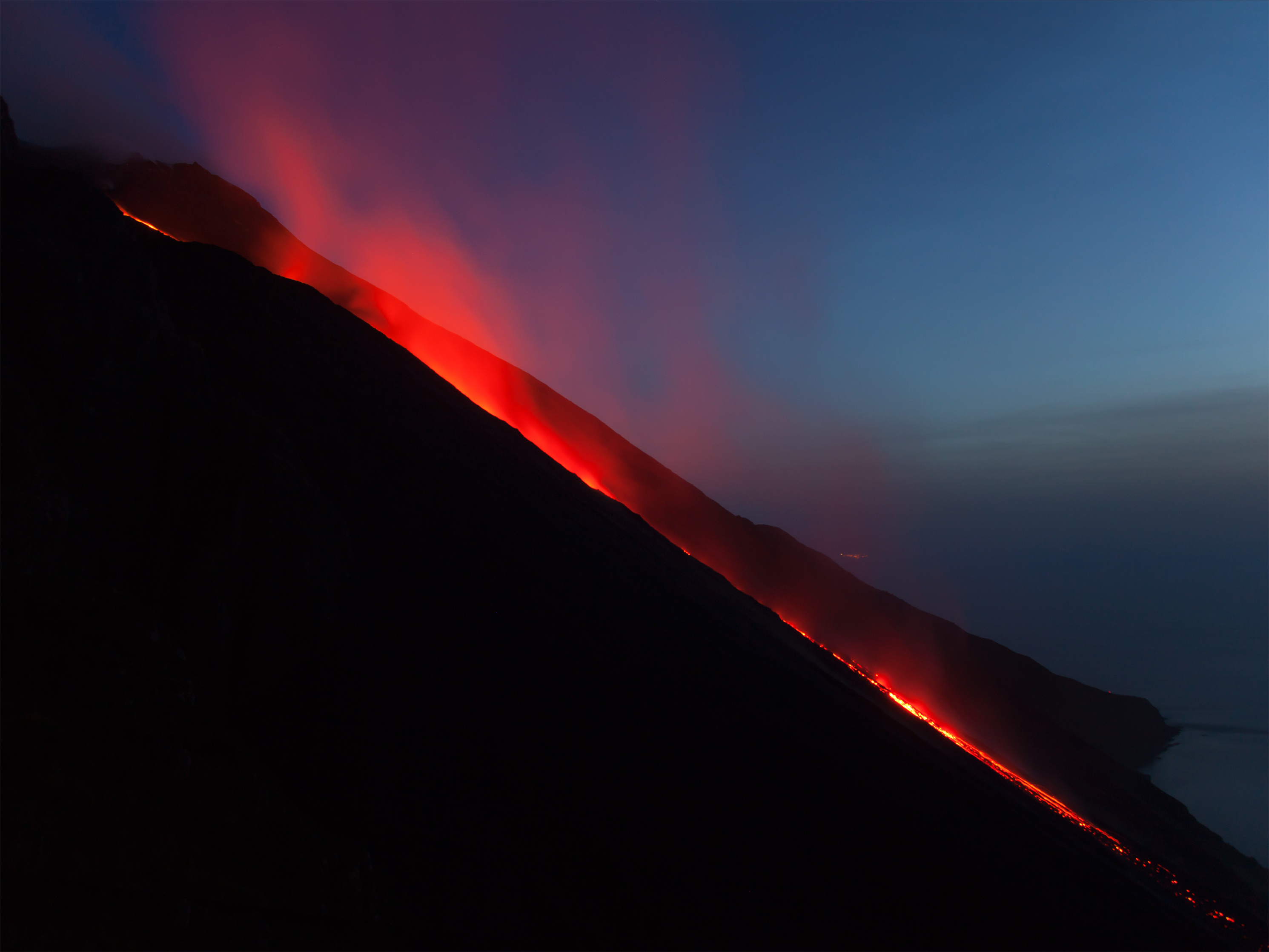
Sciara del Fuoco nel settembre 2014

La Sciara del Fuoco si è formata a seguito di un crollo del settore circa 5.000 anni fa. A causa di ciò, a volte viene indicato come una cicatrice. Si è formato tramite lava, lapilli e rifiuti incandescenti.